# Бонні Соммервіль
Бонні Соммервіль (Соммервілл; англ. Bonnie Somerville, нар. 24 лютого 1974, Нью-Йорк, США) — американська акторка і співачка.

## Життєпис і кар'єра
Народилася 1974 року в Брукліні, Нью-Йорк. Після закінчення середньої школи вступила до Бостонського коледжу, а після закінчення почала працювати акторкою. Вона дебютувала в 1998 році в епізоді серіалу «Два хлопці, дівчина та піцерія», а в наступному році досягла популярності завдяки головній ролі в музичному міні-серіалі «Гучний рок: Американська історія кохання» з Даною Ділейні та Кеті Бейкер. В наступні роки регулярно з'являлася на телебаченні і в кіно.
Соммервіль виконала одну з головних ролей у телесеріалі «Гросс Пойнт» у 2000—2001 роках, а після виконала роль Мони у восьмому сезоні серіалу NBC «Друзі». Також у неї була другорядна роль у фінальному сезоні серіалу ABC «Поліція Нью-Йорка» в 2004—2005 роках, а після головна роль у сіткомі «Секрети на кухні», що проіснував недовго. Також вона зіграла одну з головних ролей у серіалі ABC «Кашемірова мафія» в 2008 році, який був закритий після одного короткого сезону. У 2012 році вона отримала постійну роль в поліцейському процедуралі CBS «Золотий хлопець» з Тео Джеймсом, який був закритий після одного сезону.
У 2015 році Соммервіль отримала регулярну роль в медичній драмі CBS «Реанімація» з Марсією Гей Гарден. Акторка була звільнена з шоу після одного сезону, бо продюсери вирішили взяти більше молодих акторок до основного складу серіалу.
У жовтні 2008 року на Соммервіль та її товариша Волтера Стюарта було скоєно напад з метою пограбування. Невідомий чоловік намагався відібрати у неї гаманець, погрожуючи пістолетом; зав'язалася бійка, в ході якої грабіжник важко поранив Стюарта, після чого відібрав гаманець у Соммервіль. Товариш акторки пізніше був виписаний з госпіталю, а злочинця так і не було знайдено.

## Фільмографія
- 2000—2001 — Гросс-Пойнт / Grosse Pointe
- 2001—2002 — Друзі / Friends — Мона
- 2002—2003 — / In-Laws
- 2003 — Самотні серця / The O. C
- 2004 — Троє в каное / Without a Paddle
- 2004—2005 — Поліція Нью-Йорка / NYPD Blue
- 2005 — Секрети на кухні / Kitchen Confidential
- 2006 — Весільні війни / Wedding Wars
- 2008 — Кашемірова мафія / Cashmere Mafia
- 2008 — Всі відтінки Рея / Shades of Ray
- 2009 — Тимчасово вагітна / Labor Pains
- 2009 — Гола правда / The Ugly Truth
- 2010 — Найкращий і найяскравіший / The Best and the Brightest
- 2010 — У пошуках Санта Лапуса / The Search for Santa Paws
- 2012 — Глибина сім футів / Seven Below
- 2012 — Клин клином / Fire with Fire
- 2013 — Везунчик / Golden Boy
- 2015 — Мислити як злочинець / Criminal Minds
- 2015—2016 — Реанімація / Code Black
- 2017 — Закон і порядок: Спеціальний корпус / Law & Order: Special Victims Unit
- 2018 — Народження зірки / A Star Is Born
- 2020 — Блакитна кров / Blue Bloods